# Коваль, Антонина Ивановна
Антонина Ивановна Кова́ль (20 июля 1938, Вознесенск, УССР — 13 мая 2017, Москва) — советский и российский лингвист, африканист, специалист по языку пулар-фульфульде и культуре фульбе.
Научные интересы: африканистика, пулар-фульфульде, типология, устная словесность, социо- и этнолингвистика.

## Биография
Родилась 20 июля 1938 года в г. Вознесенск Одесской области (сейчас Николаевской обл.) в семье биолога и агронома Ивана Григорьевича Коваля и школьной учительницы Антонины Дмитриевны Коваль (урожд. Рождественской). Мать А. И. Коваль была дочерью священника, отец происходил из крестьянской семьи. Была третьим ребёнком в семье после брата Ивана (1934—2011) и сестры Любови (род. 1937). Когда Антонине было несколько месяцев, семья переехала в г. Путивль Сумской области. С этим городом была неразрывно связана вся жизнь А. И. Коваль. В 1943 году отец А. И. Коваль ушел добровольцем в ополчение и вскоре погиб при форсировании Днепра.
В 1956 году поступила на русское отделение филологического факультета МГУ, была старостой курса. Среди однокурсников и близких друзей А. И. Коваль были С. М. Толстая, О. Г. Ревзина, Т. М. Судник, Л. Г. Невская, С. В. Кодзасов, Елка Бакалова.
После окончания университета один год работала по распределению учителем русского языка и литературы в детском доме в г. Кемерово. В декабре 1962 года вышла замуж за своего однокурсника, начинающего тогда лингвиста А. Е. Кибрика. В 1963 году родился сын Андрей (лингвист А. А. Кибрик), в 1967 году — дочь Антонина (художница Нина Кибрик).
В 1963—1971 годах работала в отделе семиотики ВИНИТИ под руководством Ю. А. Шрейдера.
С 1971 года работала в отделе африканских языков Института языкознания.
В 1976 году защитила кандидатскую диссертацию по теме «Семантико-грамматические принципы именной классификации в фула (диалект фута-джаллон)» под руководством Н. В. Охотиной.
Внесла большой вклад в организацию лингвистической африканистики как науки. В 1980-е гг. руководила Научным обществом аспирантов и стажёров при секторе африканских языков. Была основным фактическим организатором лингвистических секций международных (ранее — всесоюзных и всероссийских) конференций африканистов. Редактор продолжающегося издания «Исследования по языкам Африки» (ряд выпусков с 1995 по 2016 гг.). Организатор публикации трех коллективных томов «Африканской сказки», в которых собраны фольклорные тексты на различных африканских языках с подробным лингвистическим анализом.
Подготовила пять кандидатов наук, из них четверых — из африканских стран: Бурейма Нялибули, Бори Траоре, Ндьяссе Чам, Гуро Диалл, Марию Косогорову. В разные годы также оказывала консультативную и редакторскую помощь прочим диссертантам отдела африканских языков и другим молодым коллегам, в том числе иностранным аспирантам из стран Африки.
Была членом Научного совета РАН по проблемам Африки и Проблемной комиссии РАН по теории и истории литературных языков.
Читала курсы лекций по африканистике, фуланистике и типологии в ИСАА МГУ, МГИМО, РГГУ.
В 1970-х и 1980-х гг. была членом месткома института и председателем «детской комиссии». В частности, организовала концерт Булата Окуджавы, творческий вечер Виктора Попкова. Провела множество детских праздников для детей сотрудников института. По ее инициативе при институте был создан детский кружок по рисованию под руководством художницы Дины Гольцман.
В 1998 г. к юбилею А. И. Коваль был издан сборник научных статей «Язык. Африка. Фульбе» (СПб. — М., издательство «Европейский дом», под ред. В. Ф. Выдрина и А. А. Кибрика).
Антонина Ивановна Коваль умерла 13 мая 2017 года в своей московской квартире после тяжелой и продолжительной болезни. Похоронена на сельском кладбище деревни Коряково Боровского района Калужской области рядом со своей матерью А. Д. Коваль (1908—2001).
Секция «Языки Африки» XXIX Международного конгресса «Азия и Африка: наследие и современность» (Санкт-Петербург, 21-23 июня 2017 г.) была посвящена памяти А. И. Коваль.

## Вклад в науку
Была лидирующим в России специалистом по языку пулар-фульфульде (фула) и культуре фульбе, а также по языкам и культурам Западной Африки в целом — в дескриптивной, типологической, филологической, этно- и социолингвистической перспективе.
Как лингвист-грамматист описала функционирование в диалектах пулар-фульфульде категории именного класса и классного согласования и системы глагольных категорий, в особенности залоговых, в том числе в типологической перспективе. В монографии «Глагол фула в типологическом освещении» (1997, в соавторстве с Б. А. Нялибули) представлен детальный анализ валентностных классов глаголов и актантной деривации пулар-фульфульде и предложен термин «актантно-значимые преобразования».
Как филолог описала функционирование фольклора и эпоса фульбе, введя понятие и термин «устная литература». В монографии «Эпос и литература фульбе» (1990) опубликованы с подробным лингвистическим и культурологическим комментарием важнейшие эпические тексты на пулар-фульфульде, дан анализ их языковых особенностей и намечен общий подход к анализу и аннотированию устных канонических текстов.
Как социолингвист ввела в научный оборот понятие ацентрического дисперсного языка. В монографии «Социолингвистическая типология: Западная Африка» (1984, в соавторстве с В. А. Виноградовым и В. Я. Порхомовским) предложена типология языковых ситуаций на материале Западной Африки.

## Основные работы
- Кандидатская диссертация: «Семантико-грамматические принципы именной классификации в фула (диалект фута-джаллон)». М.: Институт языкознания АН СССР, 1976.
- (ответственный редактор) Африканская сказка — III. К исследованию языка фольклора. М.: Восточная литература, 2005. 519 с.
- (в соавт. с Б. А. Нялибули) Глагол фула в типологическом освещении. М.: Русские словари, 1997. 253 с.
- Эпос и литература фульбе. М.: Наука, 1990. 238 с.
- (в соавт. с Г. В. Зубко) Язык фула. — М.: Наука, 1986. — (Языки народов Азии и Африки). — 142 с.
- (в соавт. с В. А. Виноградовым и В. Я. Порхомовским) Социолингвистическая типология: Западная Африка. М.: Наука, 1984. 128 с. 2-е изд., испр. и доп. М.: УРСС, 2008. 3-е изд. М.: УРСС, 2009. 4-е изд. М.: УРСС, 2014.

## Семья
Муж — лингвист Александр Евгеньевич Кибрик (1939—2012). Сын — лингвист Андрей Александрович Кибрик (род. 1963). Дочь — художница Нина Кибрик (род. 1967).
Брат — Иван Иванович Коваль (1934—2011), капитан дальнего плавания Одесского торгового флота.
Сестра — Любовь Ивановна Коваль (род. 1937), биохимик, живет в г. Махачкала.